# Natalys
Natalys, du latin natalis  (le suffixe is (s. -ent. dies) signifiant « jour de naissance ») est une entreprise spécialisée dans la puériculture ainsi que dans l'habillement pour les femmes enceintes et les jeunes enfants.  
Fondée en 1953, la marque est devenue la référence française pour les préparatifs de la naissance, les premières années du bébé et le cadeau de naissance. L'entreprise propose ainsi une offre haut de gamme, exclusive et élargie comportant des créations textiles, du mobilier et de la décoration, une sélection axée sur l’innovation et le design et un accompagnement et des services sur-mesure pour les futurs et jeunes parents.

## Histoire
En 1953, Natalys voit le jour à Paris, Rue Vignon. Dans cette boutique créée par la famille Kelman sont commercialisés des vêtements de future maman.
En 1972, Natalys conçoit sa première collection de vêtements pour bébés. Dans les années 1980, Natalys crée ses premières chambres et élargie son offre pour répondre aux besoins des futurs parents avec des produits en relation avec l'univers de bébé (poussettes, mobilier de chambre, produits pour le repas, le bain…).
Par la suite, Natalys s’est fortement développée par l’ouverture de boutiques dans les centres-villes des grandes villes de France.
Natalys compte aujourd’hui 20 boutiques et 6 corners : Galeries Lafayette Haussmann, BHV Marais, Printemps Haussmann, Galeries Lafayette de Nice, de Rennes, de Bordeaux.
En 2021, le Concept Store Natalys and Friends voit le jour au 1, rue Saint-Denis à Paris.
En 2006, Natalys intègre La Générale pour l'Enfant (GPE), un groupe d’actionnariat familial créé en 1987 dont font partie Sergent Major et Du Pareil au Même. Ce groupe dédié à l'univers de la mode enfantine est composé de trois marques aux positionnements complémentaires.
Aujourd’hui, la marque continue d’élargir son offre et propose également des collections pour enfants allant jusqu’à 8 ans.
Le siège se situe au 49, rue Émile Zola à Montreuil.

## Particularités

### Entre création et sélection
Depuis sa création, Natalys est la seule enseigne sur le marché à être créateur et revendeur. Autrement dit, elle conçoit ses propres pièces et fait une sélection parmi ses partenaires.

### Offre
Natalys dispose d'une offre élargie :
- Le trousseau : pyjamas de velours, mailles douces et ensembles confortables composent le trousseau de naissance essentiel. La marque propose également une collection dédiée aux bébés prématurés
- Le bébé fille
- Le bébé garçon
- La collection enfant : un vestiaire destiné à habiller les fratries jusqu’à 8 ans
- La future maman : des jeux de volumes pour des coupes féminines et ajustées aux silhouettes des futures mamans
- La puériculture : mobilier, poussettes, sièges-auto, balade, repas, soin, sécurité, éveil et jeux

### Partenaires et Concept Store
Depuis plus de 50 ans, Natalys s’entoure des marques incontournables de la puériculture comme Babybjörn (en), Babyzen, Béaba, Charlie Crane, Cybex (en), Ilado, Little Dutch, Nuna, Stokke (en)…

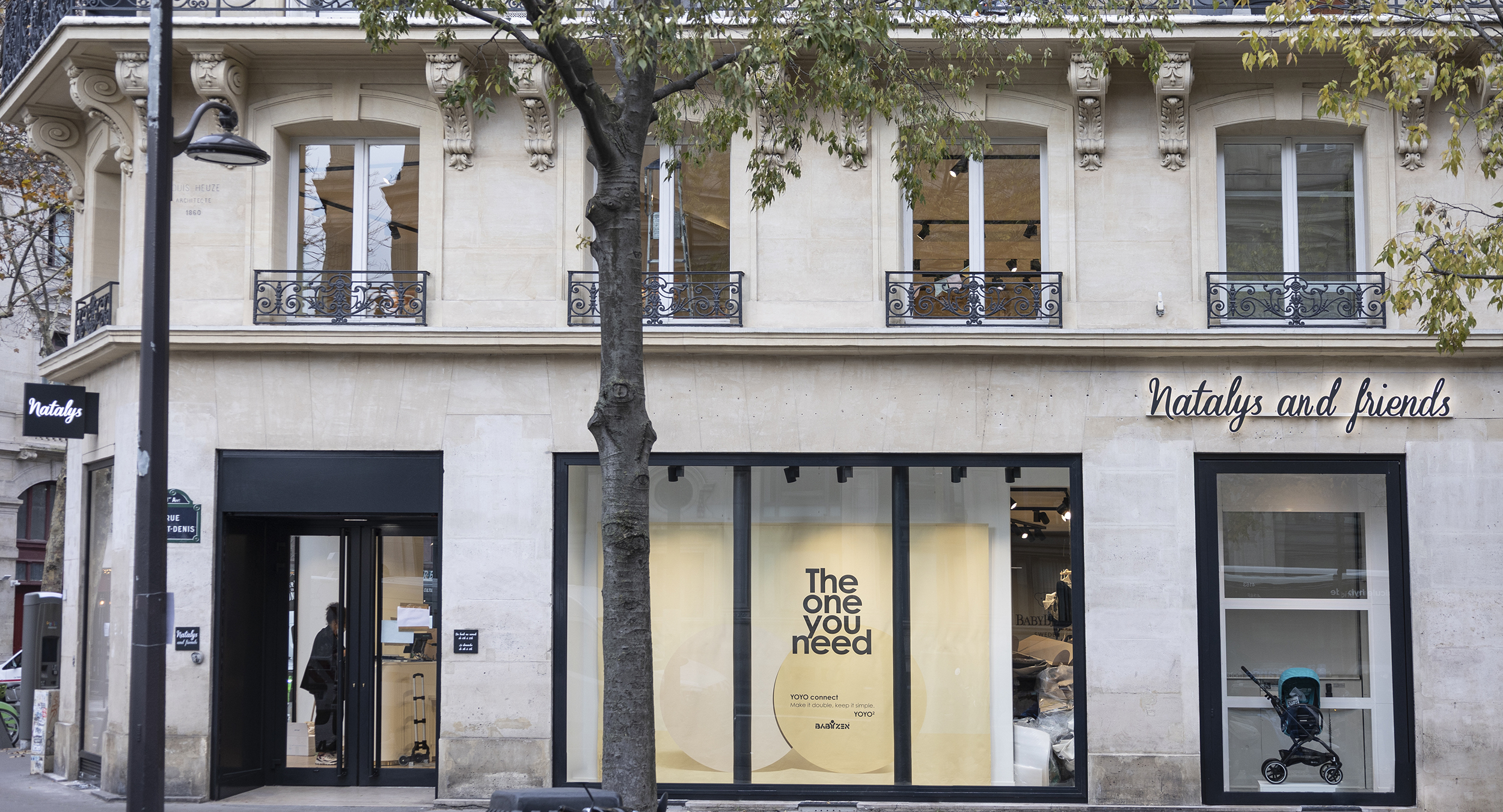
Concept Store Natalys and Friends

En 2021, Natalys and Friends ouvre ses portes au 1, rue Saint-Denis à Paris. Il s’agit du plus grand Concept Store parisien dédié aux futurs et jeunes parents où son présent une sélection des marques partenaires de Natalys.
Ce projet ambitieux a permis de réunir l’univers de chacune de ces marques dans un espace de plus de 350 m2.

### Univers
Natalys propose une offre haut de gamme, exclusive et élargie : des créations textiles, du mobilier et de la décoration qui reflètent un univers délicat, poétique et dans l’air du temps.
Le charme des pièces raffinées s’inspire des ornements précieux de la layette d’autrefois. Les imprimés exclusivement dessinés pour Natalys sont renouvelés à chaque saison.

### Clientèle
Natalys accompagne ses clients dans un des moments les plus importants de leur vie : devenir parents. L’enseigne se réinvente pour rester au plus proche des besoins et attentes de ces familles contemporaines ayant besoin de conseils pour préparer l’arrivée de bébé, se sentir rassurés et accompagnés.
Intéressés par des collections à la fois pratiques et raffinées, elles recherchent des pièces uniques et symboliques des premières années de leur tout petit mais aussi d’une aide fiable.

### Services complémentaires
La marque offre la possibilité d’écrire, à son rythme, la liste de ses envies et de la partager à travers le monde avec des listes de naissance. Elle permet à ses proches de couvrir son nouveau-né de délicate attention en toute simplicité.
La personnalisation des bodys, des chaussons, des doudous, des bijoux est également possible pour une attention particulière et un cadeau unique.
Natalys se place comme l’acteur incontournable français du cadeau de naissance. 

## Faits et chiffres
- Natalys voit le jour à Paris Rue Vignon en 1953
- Création de sa première collection de vêtements pour bébés en 1972
- Les premières chambres Natalys font leur apparition en 1980
- La société fut rachetée en 2006 par la société Major (holding de Paul Zemmour)
- Lancement de la boutique en ligne en février 2009
- Inauguration en 2020 de son corner aux Galeries Lafayette à Paris
- Stand dédié à l’univers de Natalys aux Galeries Lafayette Haussmann crée en 2021 et ouverture du Concept Store parisien Natalys and Friends
- Ouverture en 2022 d’un corner au Printemps
- La marque Natalys possède 20 boutiques et 6 corners en France en 2022